# Теория модернизации
Тео́рия модерниза́ции — теория, призванная объяснить процесс модернизации в обществах. Теория рассматривает внутренние факторы развития любой конкретной страны, исходя из установки, что «традиционные» страны могут быть привлечены к развитию таким же образом, как и более развитые. Теория модернизации делает попытку определить социальные переменные, которые способствуют социальному прогрессу и развитию общества, и предпринимают попытку объяснить процесс социальной эволюции. Хотя никто из учёных не отрицает сам процесс модернизации общества (переход от традиционного к индустриальному обществу), сама теория подверглась значительной критике как со стороны марксистов, так и представителей идеи свободного рынка, так и сторонников теории зависимости по той причине, что представляет упрощённое представление об историческом процессе.
Подход, в котором история рассматривается в процессе усовершенствования, улучшения или обновления, именуется «модернизационный подход». В плане исторического значения модернизационный подход рассматривает историю как процесс перехода от традиционного общества к модерному обществу, от аграрного общества к индустриальному. Главной целью модернизационного подхода является изучение модернизации.
Господствовавшая в американской социологии в середине XX века, во многом благодаря таким фигурам, как Толкотт Парсонс и Сэмуэл Хантингтон, в 1960-е годы она была подвергнута резкой критике, вызванной несоответствиями положений теории наблюдаемым социальным процессам в модернизирующихся обществах, и в результате была отвергнута как социологическая парадигма; идеи Хантингтона были раскритикованы в 1972—1973 годах Иммануилом Валлерстайном и Чарльзом Тилли. Позднейшие попытки возрождения теории связывались с концепциями «конца истории» и столкновения цивилизаций, имевшими в большей степени идеологический характер.

## Этапы развития теории

### Идейные предшественники
Классические труды, описывающие модернизацию, принадлежат О. Конту, Г. Спенсеру, К. Марксу, М. Веберу, Э. Дюркгейму и Ф. Тённису.
В большинстве классических концепций модернизации акцент делается на формировании индустриального общества, модернизация рассматривается как процесс, протекающий параллельно индустриализации, как превращение традиционного аграрного общества в индустриальное. Она рассматривается с точки зрения трансформации системы хозяйства, технического вооружения и организации труда.
Последствия перехода от сельскохозяйственных обществ к индустриальным так сильно сказались на социальных нормах, что породили совершенно новую академическую дисциплину — социологию, которая стремится описать и понять эти изменения. Практически все великие социальные мыслители конца XIX века — включая Тённиса, Мейна, Вебера, Эмиля Дюркгейма, Георга Зиммеля — посвятили свои исследования выяснению природы этого перехода.
С таких позиций различают «первичную» и «вторичную» модернизацию. Под «первичной» модернизацией понимают процесс, осуществлённый в эпоху промышленных революций, — классический «чистый» тип «модернизации первопроходцев». Под «вторичной» модернизацией понимается процесс, сопровождающий формирование индустриального общества в странах третьего мира — она происходит в условиях наличия зрелых моделей, апробированных в странах индустриально-рыночного производства, а также, по возможности, прямых контактов с ними — как в торгово-промышленной, так и в культурной сферах. Одним из методологических обоснований является применение к теории вторичной модернизации принципов предложенной немецкими этнографами концепции культурных кругов, основанной на идее распространения форм культуры от центров культурного синтеза и напластования различных культурных кругов, распространённых с различных центров.
Социологи признают, что решающим фактором модернизации выступает преодоление и замена традиционных ценностей, препятствующих социальным изменениям и экономическому росту, на ценности, мотивирующие хозяйствующих субъектов на инновационную деятельность — разработку, создание и распространение новых технологий и генерирование новых организационно-экономических отношений. Причём в большинстве западных обществ индустриализации предшествовали как изменения в общественном сознании, так и изменения в экономике, развитие мануфактурного производства и формирования национальных рынков.
Поэтому среди историков, социологов и философов уже в начале XX века распространились концепции, учитывающие влияние культурных и ментальных трансформаций. Они базируются на иной точке зрения, согласно которой процесс модернизации в её западном варианте начинается с трансформации тех или иных форм общественного сознания и культуры.
Так, американский социолог Ч. Х. Кули описывает становление нетрадиционного общества как исторический сдвиг от «первичных» до «вторичных групп», критерием дифференциации которых является исторически принятый ими тип социализации личности: в «первичных группах» социализация индивида протекает в рамках семьи (или — шире — сельской общины), задающей непосредственный психологический контакт между её членами и конкретную структуру отношений между ними; во «вторичных группах» социализация происходит в рамках абстрактно заданной общности (государственной, национальной и т. п.), где структура отношений постигается лишь умозрительно.
Другие социологи отмечают модификации стиля мышления, которое происходит благодаря «абстрактизации» (Георг Зиммель) или «рационализации» (Макс Вебер) массового сознания. Благодаря этому происходят сдвиги в системе ценностей — происходит движение от ценностей коллективизма к ценностям индивидуализма, а основной пафос становления нетрадиционного общества заключается именно в идее формирования свободной личности, которая преодолела иррациональность традиционных общинных практик («расколдование мира», по Веберу) и осознала себя как самодостаточный узел рационально понятых социальных связей. Ментальность личности как носителя врождённого статуса меняется на самосознание субъекта договора, традиционные наследственные привилегии — на утверждение равных гражданских прав, несвобода «генетических» (родовых) характеристик — на волю социального выбора. Это вызывает внутренние трансформации в социумах, приобретающие со временем выражения в экономической сфере: происходит образование на базе местных рынков общего безличного рынка (включая рынок труда), что разрывает замкнутость общинного хозяйства и размывает основы традиционного внеэкономического принуждения; имеет место переход от аристократического управления обществами к так называемым «диктатурам развития», автохтонных для общества социальных групп, «пионерам элиты» (М. Вебер), что инициирует преобразование хозяйственной и политической жизни на основе рациональности.
М. Вебер также проанализировал взаимосвязи между господствующей системой, государством, капиталистическим экономическим развитием и бюрократией и раскрыл роль бюрократии как фактора модернизации и рационализации, показал, как бюрократическая реформа играет роль средства обновления государства и политики.
Вследствие модернизации меняется социальный тип личности — традиционная заменяется современной. В традиционном обществе, как показал Эмиль Дюркгейм, индивид ещё не является лицом. Он словно растворён в первоначальном сообществе, лишён автономности и индивидуальности. Это, отмечал учёный, является механической солидарностью, основанной на структурно-функциональной тождественности людей, одинаковости их действий, верований и образа жизни. В таком контексте модернизацию общественных отношений он толковал как переход к органической общности людей, которая основывается на их различии, дифференциации функций и связанных с ними деятельности и ценностными ориентациями. Вследствие модернизации происходит отход от всеобъемлющей недифференцированной принадлежности индивида к конкретному коллективу, замена непосредственных отношений опосредованными, родственных — нормальными и статуарным, отношений личной зависимости функциональным разделением труда и т. д.

### Развитие теории модернизации

#### 1-й этап
Современная концепция «модернизации» была сформулирована в середине XX века во времена распада европейских колониальных империй и появления большого количества новых государств.
С середины XX века происходило переосмысление роли западных государств и стран третьего мира в модернизации. Согласно К. Калхуну, разработка представлений о модернизации является «проектом американской либерально-центристской интеллигенции». Одновременно со стороны государственных структур США был сформулирован политический запрос на формирование новых теоретических подходов, объясняющих процессы социальных изменений и политического развития.
Распространённые в 1940—1960-е годы теории однозначно признавали эталонными для модернизации других стран наиболее развитые — западные. Под модернизацией понимался процесс вытеснения традиции современностью или восходящее развитие от традиционного общества к современному. При этом традиция, как правило, признавалась таковой, что тормозит социальный прогресс, и которую необходимо преодолеть и сломать. Развитие всех стран и народов рассматривалось с универсалистских позиций — оно должно происходить в одном направлении, иметь одни и те же стадии и закономерности. Признавалось наличие национальных особенностей модернизации, однако считалось, что они имеют второстепенное значение.

#### 2-й этап
Второй этап (конец 60-70-е годы) отметился критикой и переоценкой идей первого — акцент делался на научно-технической революции, признаётся, что современные общества могут включать немало традиционных элементов, признаётся, что модернизация способна усиливать традицию (С. Хантингтон, З. Бауман). Концепции модернизации были признаны как альтернатива коммунистическим теориям трансформации.
Некоторыми исследователями особое внимание стало уделяться проблеме «стабильности» политического развития как предпосылке для социально-экономического прогресса. С одной точки зрения, условием успешности модернизации является обеспечение стабильности и порядка благодаря диалогу между элитой и массами. Но, например, С. Хантингтон считал, что главной проблемой модернизации является конфликт между мобилизованностью населения, его приобщённостью к политической жизни и имеющимися институтами, структурами и механизмами артикулирования и агрегирования его интересов. Между прочим, он показал, что на стадии изменений только жёсткий авторитарный режим, способный контролировать порядок, может и аккумулировать необходимые ресурсы для трансформации, и обеспечить переход к рынку и национальное единство.

#### 3-й этап
С конца 1980-х годов — на третьем этапе развития теории модернизации признают возможность национальных проектов модернизации, осуществляемые на основе накопления технологически и социально передовых опытов и внедрения их в гармоничном сочетании с историческими традициями и традиционными ценностями незападных обществ (А. Турен, Ш. Эйзенштадт). При этом признаётся, что модернизации могут осуществляться без навязывания западного опыта, а нарушение равновесия между современностью и традиционностью приводит к острым общественным конфликтам и неудачам модернизации.
Суть преодоления традиций видится теперь не в том, что они принципиально отвергаются, а в том, что в некоторых ситуациях, которых со временем становится всё больше, социальными регуляторами выступают не традиционные жёсткие социальные нормы и модели поведения, обусловленные религией или общинными прецедентами, но вызванные нормами индивидуального выбора, а также личными ценностями и преимуществами. И эти ситуации в процессе модернизации всё больше из сфер производства перемещаются в повседневную жизнь, чему способствует образованность, информированность и изменение ценностей в обществе.
Признаётся, что существуют отрицательные эффекты модернизации — уничтожение традиционных институтов и жизненных укладов, которое часто приводит к социальной дезорганизации, хаосу и аномии, росту девиантного поведения и преступности. Кое-где это приводит к затяжному кризису социальной системы, в состоянии которой общество не может даже контролировать процесс накопления отклонений.
В качестве средств для преодоления негативных последствий модернизации вводится понятие «контрмодернизация», или, более удачно, «альтернативной модернизации» как варианта модернизации, осуществляемого незападным путём, а также «антимодернизация» как открытого противодействия модернизации. Происходит отказ от европоцентризма в толковании модернизации, тщательно анализируется опыт «модернизации без вестернизации», как это имело место, в частности, в Японии, где модернизация осуществлялась на почве национальной культуры.
Бывшая советская модернизация в известной мере признаётся альтернативной формой модернизации, и особые случаи Китая и исламского фундаментализма представляют собой современные формы альтернатив модернизации, демократической и рыночной трансформации. Более того, происходят дискуссии о наличии особого азиатского пути модернизации, который не только равноценен западному, но и будет определять будущее века.
Вследствие этого происходит постепенное преодоление европоцентризма, вестернизации, признание как самоценных незападных цивилизаций и учёта самобытной культуры традиционных социумов. Поэтому признаются дискуссионными благоприятные пути модернизации как на Востоке, так и на Западе, в частности: какие нужно установить приоритеты, или предпочесть экономическое или демократическое развитие, другими словами — экономическое развитие является предпосылкой для сегодняшних демократических процессов, или, наоборот, предпосылкой для экономического подъёма является политическая демократизация?
Но такое внимание имеет и большие методологические последствия для концепции: сам процесс модернизации уже не рассматривается как линейный и детерминированный. Теперь признаётся, что, поскольку национальные традиции определяют характер модернизационного процесса и выступают его стабилизирующими факторами, то может иметь место определённое количество вариантов модернизации, которая рассматривается как разветвлённый, вариативный процесс.
Подражание передовых стран уже не рассматривается как буквальное и признаётся лишь в достаточно широких формах, например, через объективную невозможность для стран перескочить определённые фазы исторического развития (первоначального накопления средств воздействия: капиталов, научных знаний и технологий, осуществления модернизационных рыночных реформ и т. д.). С другой стороны, как отмечал Р. Мертон, системное подражание не является обязательным и даже возможным. Собственно, любая страна, модернизируясь, осуществляет трансформацию, заставляя новый элемент, попавший в её среду, действовать по её собственным, только ей присущим правилами и законами. Если этого не происходит, то страна-реципиент вступает в полосу внутреннего напряжения, социальной аритмии, делает ошибки, испытывая структурные и функциональные потери.
Также изучается модернизация личности. На основании социологических исследований построена аналитическая модель современной личности, имеющей следующие качества:
- открытость к экспериментированию, инновациям и изменениям;
- готовность к плюрализму мнений и одобрение такого плюрализма;
- ориентация на современность и будущее, а не на прошлое;
- экономия времени, пунктуальность;
- убеждённость в способности организовать жизнь так, чтобы преодолевать создаваемые ею препятствия;
- планирование будущих действий для достижения предполагаемых целей как в общественной, так и в личной жизни;
- вера в урегулированность и предсказуемость социальной жизни и возможность рассчитывать действия благодаря известным экономическим законам, торговым правилам и правительственной политике;
- чувство справедливости распределения — вознаграждение по возможности зависит от мастерства и вклада;
- высокая ценность формального образования;
- уважение достоинства других независимо от их статуса, объёма власти и т. д.[11]

Отмечается конвергенция социализма и капитализма: страны с рыночной экономикой все больше используют методы и средства государственного планирования и программирования. В то же время там, где социалистические режимы сохранились, наиболее устойчивые из них используют рыночные механизмы и каналы интеграции в мировой рынок.
Предложены теории неомодернизации, когда модернизация рассматривается только как процесс узаконивания некоторых институтов и общечеловеческих ценностей: демократии, рынка, образования, умного администрирования, самодисциплины, трудовой этики и некоторых других. Этим фактически снимается противопоставление модернизации и традиционализма, признаётся, что большинство традиций являются вариантами определённых общечеловеческих ценностей. Некоторые исследователи отрицают обязательность для модернизации даже демократии.
Согласно теории «неомодернизма» такие институциональные структуры, как демократия, закон и рынок, являются функционально необходимыми, однако они не являются исторически неизбежными или линейно обязательными результатами, хотя и заставляют общий вектор изменений приближаться к совместным модернизационным ориентирам. В то же время историческая и культурная специфика каждой страны позволяет создавать собственный модернизационный проект.
Разрабатываются теории экологической модернизации — ускорение экологических процессов наравне с социальными.
Наконец, современные процессы в социумах развитых стран часто обозначаются как постмодернизация — формирование нового типа общества, имеющего иную материальную базу и даже другие ментальные характеристики, чем современное. Такое общество называют постиндустриальным, информационным, технотронным, постмодерным. Постмодернизация развитых обществ предусматривает отказ от акцента на экономическую эффективность, бюрократические структуры власти, научный рационализм, которые были характерны для модернизации, и знаменует переход к более гуманному обществу, где большее пространство предоставляется самостоятельности, многообразию и самовыражению личности. Э. Гидденс, в частности, считал современную эпоху всё ещё модерном, но радикализованным, и считал, что эпоха постмодерна ещё должна наступить.
Как отмечает О. В. Ким, исследования И. В. Побережникова показали, что третье и четвертое поколение теории модернизации не являются зацикленными на проблематике генезиса капитализма и индустриального общества в европоцентристском ключе.